# Sinclair QL
Sinclair QL は、1984年にシンクレア・リサーチが ZX Spectrum の後継として発売したパーソナルコンピュータ。"QL" は "Quantum Leap"（量子跳躍）の略。ホビーストやスモールビジネス市場をターゲットとしていたが、商業的には失敗した。
Linuxの作者であるリーナス・トーバルズは少年時代に Sinclair QL を持っていて、これでプログラミングを学んだ。

## 概要

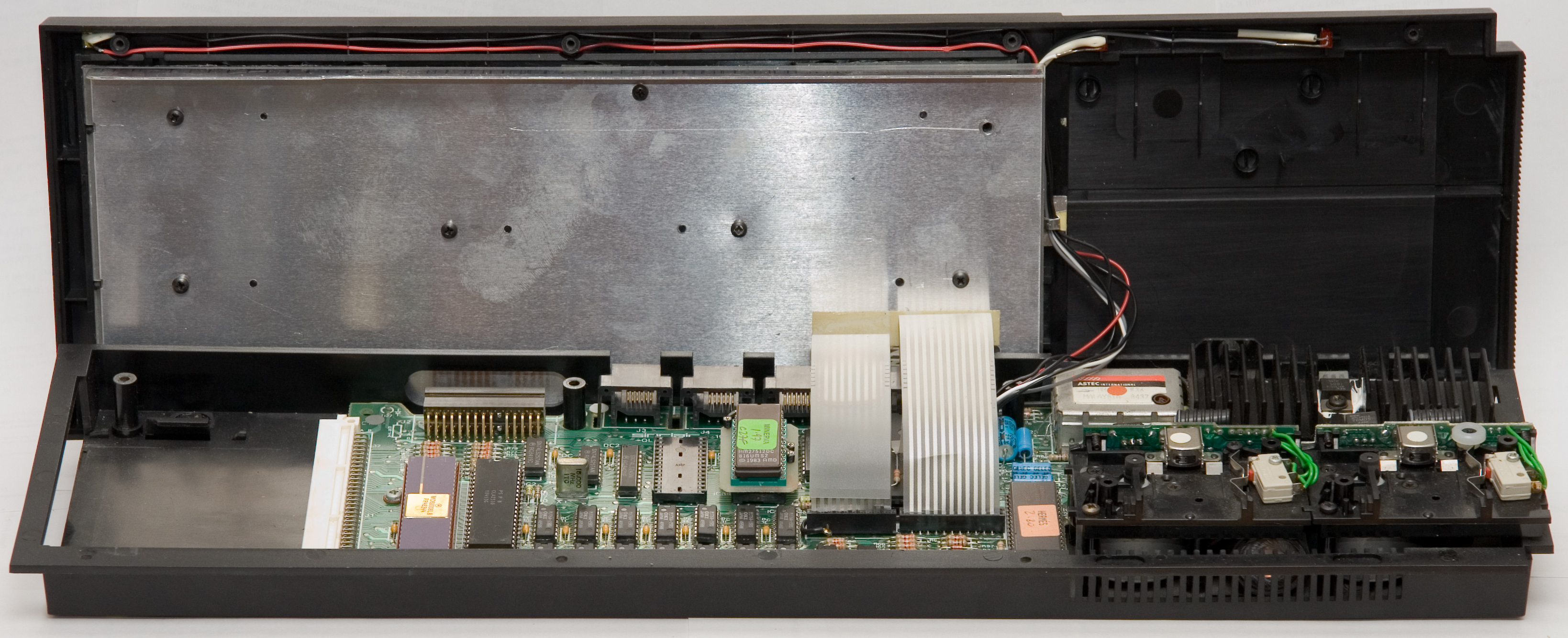
内部（Minerva ROM を装着している）

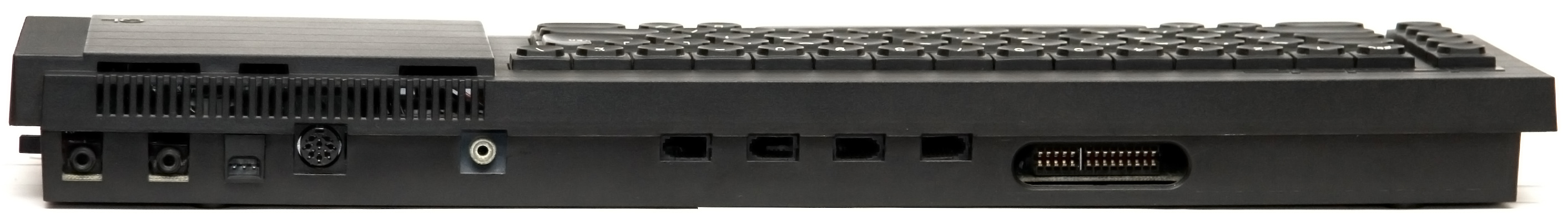
背面

QLは1981年、ZX83 のコード名で構想された。ビジネス用のポータブルなコンピュータを想定し、超薄型のCRTディスプレイ、プリンターとモデムを装備する設計だった。開発が進んで ZX83 から ZX84 になると、ポータブルにするのは困難だということが明らかになり、通常のデスクトップ型に方針変更した。
Motorola 68008 プロセッサをクロック周波数7.5MHzで駆動し、128KBのRAMを搭載（最大640KBまで拡張可能）し、専用ディスプレイまたはテレビに接続できる。ZXマイクロドライブ（シンクレア独自のループ型磁気テープ装置、ZX Spectrum で最初に採用）を2台内蔵している。当時、他社ではより高価なフロッピーディスクドライブを採用していた。インタフェースとしては、拡張スロット、ROMカートリッジスロット、RS-232ポート2つ、独自のQLAN LANポート、ジョイスティックポート2つ、外部ZXマイクロドライブ用バスがある。表示モードは2つあり、256×256ピクセルで8色（RGB）か、512×256ピクセルで4色（黒、赤、緑、白）である。どちらのモードでもメインメモリ上の32KBをVRAMとして使用する。VRAMを2つ用意して切り替える機能がハードウェアにあり、ダブルバッファリングが可能である。ただしこれは標準の128KBの半分をVRAMに使用することを意味し、QLの本来のファームウェアではこの機能を提供していない。本来のオペレーティングシステムであるQDOSの代替として後に登場した Minerva では2番目のVRAMもサポートしている。
内部を見てみると、CPUのほかに2つのゲートアレイ（ZX8301とZX8302）、Intel 8049 マイクロコントローラ（Intelligent Peripheral Controller）がある。ZX8301は画面表示とDRAMリフレッシュを担当し、ZX8302はRS-232ポート（送信のみ）、マイクロドライブ、QLANポート、リアルタイムクロック、8049（同期型シリアルリンク経由）を制御している。8049はキーボード/ジョイスティック・インタフェース、RS-232（受信）、オーディオを担当している（なお、元々はZX8302がこれら機能も担当する予定だったが、設計の最終段階で8049を使用することが決まった）。
マルチタスク型オペレーティングシステム QDOS （主に Tony Tebby が設計）は、BASICインタプリタ SuperBASIC（Jan Jones が設計）と共にROMに格納されている。QLにはPSIONが開発したオフィススイート（ワープロ、表計算、データベース、グラフィックス）も同梱されていた。シンクレアは GST Computer Systems にOS開発を委任していたが、結局は自社製のQDOSを搭載して出荷した。GSTのOSは Tim Ward が設計したもので、後に68K/OSとしてアドオンROMカードの形で発売された。GSTがQL向けに開発したツール群は後に Atari ST に移植され、こちらではGSTのオブジェクトフォーマットが標準となった。
見た目は、ZX81や ZX Spectrum と同じ黒を基調としていたが、デザインはより角張っていて、後のZX Spectrum+でも同様のデザインが採用された。

## 歴史

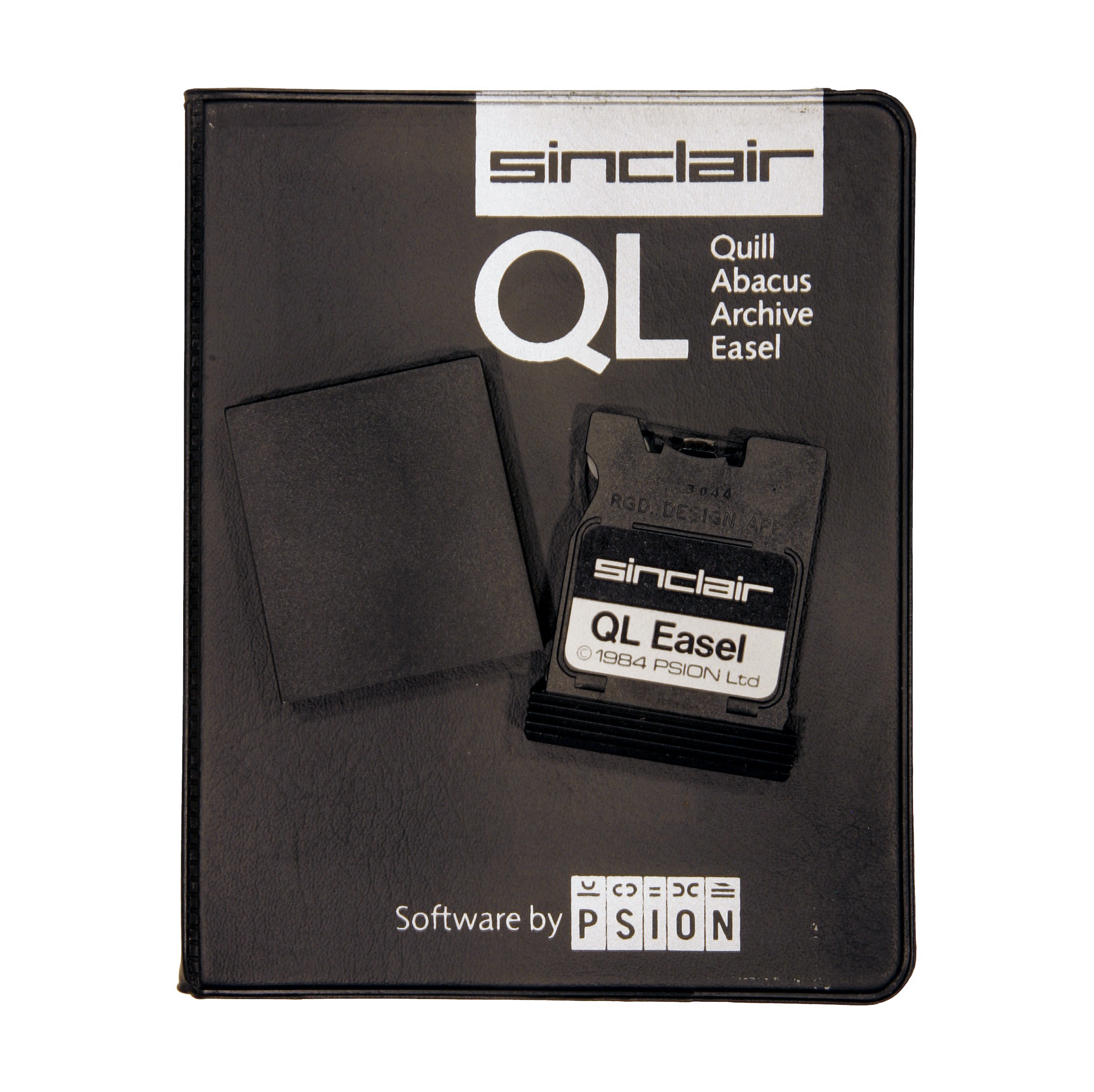
マイクロドライブ・カートリッジに格納されたバンドルソフトウェア

QLは68k系プロセッサを搭載したコンピュータとしては世界で初めて大衆市場向けに発売された製品だった。大急ぎで生産したため、Macintoshの1カ月前、Atari ST の約1年前に発売できた。クロック周波数は似たようなものだが、バスが8ビットで、ZX8301 がサイクルスチールするため、性能は良くなかった。1984年1月12日に発売したとき、大量生産の準備はできておらず、完全動作するプロトタイプも存在しなかった。それでもシンクレアは受注を開始し、28日以内に届けると約束した。しかし、生産はなかなか軌道に乗らず、出荷はやっと4月になって開始できるようになった。このため同社には批判が集中し広告基準協議会が注目するようになった。
発売を早まったため、QLは当初から様々な問題に苦しめられた。初期のQLに搭載されていたファームウェアは完全版ではなく、特にSuperBASICにバグが多数存在していた。ファームウェアの一部は当初内蔵されていた32KBのROMに納まらず、16KBのROMカートリッジを装着する必要があった（後に48KBのROMを内蔵できるよう改良された）。また、マイクロドライブの信頼性が低かった。これらの問題は特にサムスンが製造したモデルで改善され、購入後のマシンも Adman Services や TF Services といった企業が改修した。これにより17年間もマイクロドライブが問題なく動作したという報告もあるが、既に形成されたネガティブなイメージは払拭しようもなかった。
当時としては高い価格性能比が宣伝されたが、販売には結びつかず、需要がないためイギリス国内での生産は1985年に終了した。1986年4月にアムストラッドがシンクレアのコンピュータ部門を獲得すると、QLは正式に販売終了となった。信頼性問題とは別に、ターゲットとしていたビジネス市場は IBM PC に席巻され、ZX Spectrum ユーザーはゲームがほとんど移植されていないQLには移行しようとしなかった。また、標準的でないマイクロドライブと使いにくいキーボードもビジネス市場で敬遠された理由である。また、見た目が ZX Spectrum に似ていたため、ビジネス市場からは玩具のようなものとしか見られなかった。ソフトウェア企業も配布媒体としてマイクロドライブを使用する必要がある点からソフトウェアの移植を敬遠した。

## ICLとの提携
QLの基本設計（CPUと2つのゲートアレイ）およびZXマイクロドライブは、ICLの One Per Desk (OPD) に使われ、BTグループでは Merlin Tonto、Telecom Australia では Computerphone の製品名で販売された。シンクレア・リサーチとICLとBTの3年間の協業の結果、キーボードの横に受話器が付いた装置と基本的なCTIソフトウェアが完成した。この奇妙なマシンは多くの有名企業の興味をひき、英国関税消費税庁のとある部門でも採用した。しかし、成功したとはいえない。1980年代末ごろには、イギリス各地のビンゴ・ホールでネットワーク型ビンゴに使われていた。

## 1986年以降

### ハードウェア
アムストラッドがQLを廃止すると、QLの周辺機器を製造していた企業がその隙間を埋めようと動き出した。Cambridge Systems Technology (CST) と DanSoft は Thor という互換機を開発し、Miracle Systems はプロセッサ/メモリ用アップグレードカードやエミュレータを開発した。Qubbesoft と Aurora はQLのマザーボードの代替品を開発し、新たな高解像度グラフィックスモードをサポートしていた。
1990年代末になると、QLと一部互換なマザーボード Q40 と Q60 を Peter Graf が設計し、D&D Systems から発売した。これらはそれぞれMC68040とMC68060をCPUとして使い、オリジナルのQLよりはるかに高性能で、オリジナルにはない様々な機能を備え（マルチメディア機能、高精細グラフィックス、イーサネットなど）、Linuxが動作する。
アドオン・ハードウェアも TF Services という企業を中心に製造・販売が続けられている。

### ソフトウェア
QDOSのパッチ適用版もいくつか製造されたが、Minerva は完全に書き直されたOSとして発展していき、高性能とマルチタスク型 SuperBASIC インタプリタを提供した。QDOS設計者 Tony Tebby は別のOS SMSQ/E も開発した。こちらは2002年までQLおよびエミュレータ向けに Tebby が開発を続け、現在ではソースコードが公開されてボランティアによる開発が続いている。